# 中國第一冶金建設公司第一子弟中學
中国第一冶金建设公司第一子弟中学，简称中国一冶一中或一冶一中，是中国第一冶金建设公司（现中国一冶集团有限公司）企办的完全中學。创建于1957年，位于湖北省武汉市青山区红卫路街道文苑社区43街坊（现八大家花园社区43街坊）。校园面积43391平方米，校舍面积11101平方米。该中学因片区旧城改造被拆除并停办，目前原校址重建后调整为武汉市青山区吉林街小学（八大家花园校区）和青山区佳禾幼儿园。